# 彫蜷科
彫蜷科（學名：Mathildidae）是腹足纲下異鰓類之下的一個科，屬於八個總科之下的彫蜷總科（Mathildoidea Dall, 1889）的唯一成員。